# Marcel Jurca
 (juin 2020).
Marcel Jurca, né à Bucarest en Roumanie  le 20 janvier 1923 et mort le 19 octobre 2001 à Paris 13e, vivait à Chennevières-sur-Marne (Val-de-Marne) et était un aviateur roumain naturalisé français, et un concepteur d’avions légers pour la construction amateur.